# Simmerbølle Kirke
Simmerbølle Kirke ligger i Simmerbølle Sogn på Langeland.
I sit storværk De Danskes Øer roser Achton Friis Simmerbølle Kirke med følgende ord: »Her findes i det hele taget mange prægtige Kirker paa Øen. Deres ofte mærkelig uregelmæssige Form giver dem et specielt stedligt Præg. Navnlig er foruden Humble Kirkerne i Simmerbølle og Lindelse af ejendommelig Skønhed.«